# Ёлва
Ёлва (устар. Иолва, Иола, Июлва, Юла) — река в России, протекает по Республике Коми. Устье реки находится в 160 км по правому берегу реки Выми (окрестности деревни Ёвдины). Длина реки — 255 км, площадь водосборного бассейна — 3440 км². В низовьях река сплавная. Дно каменистое, порожистое. Высота устья — 83,6 м над уровнем моря.

## Притоки
(км от устья)
- 8 км: Лемъю (пр)
- Настапиянъёль (пр)
- 22 км: Пытыръю (пр)
- 32 км: Чевъю (лв)
- Лекчевъю (лв)
- 57 км: Нивъю (лв)
- 72 км: Пегышъёль (пр)
- 92 км: Гердъёль (пр)
- 119 км: Обдыр (лв)
- 122 км: Дзёляю (лв)
- 136 км: Пывсянъю (лв)
- 147 км: Косъю (пр)
- 150 км: Ниедзью (пр)
- 151 км: река без названия (пр)
- 156 км: Идзясъю (пр)
- 157 км: Малая Пывсянъю (лв)
- 185 км: Пикиръёль (лв)
- 188 км: Нерон (лв)
- 241 км: река без названия (лв)

## Данные водного реестра
По данным государственного водного реестра России относится к Двинско-Печорскому бассейновому округу, водохозяйственный участок реки — Вычегда от города Сыктывкар и до устья, речной подбассейн реки — Вычегда. Речной бассейн реки — Северная Двина.
Код объекта в государственном водном реестре — 03020200212103000021579.